# Metaphryniscus sosae
Metaphryniscus sosae (tên tiếng Anh là Sapito Rugoso Del Marahuaka) là một loài cóc thuộc họ Bufonidae. Nó là đại diện duy nhất của chi Metaphryniscus.
Đây là loài đặc hữu của Venezuela.
Môi trường sống tự nhiên của chúng là vùng núi ẩm nhiệt đới hoặc cận nhiệt đới.